# Nightingales and Bombers
Nightingales and Bombers je šesté studiové album anglické progresivně rockové skupiny Manfred Mann's Earth Band, vydané v srpnu roku 1975. Obsahuje i skladbu „Spirit in the Night“, kterou již dříve napsal a proslavil Bruce Springsteen.

## Seznam skladeb
| Pořadí | Název                    | Autor                          | Délka |
| ------ | ------------------------ | ------------------------------ | ----- |
| 1.     | Spirit in the Night      | Springsteen                    | 6:29  |
| 2.     | Countdown                | Manfred Mann                   | 3:05  |
| 3.     | Time Is Right            | Mann, Slade, Rogers            | 6:32  |
| 4.     | Crossfade                | Mann, Slade, Rogers, Pattenden | 3:38  |
| 5.     | Visionary Mountains      | Nestor, Armatrading            | 5:42  |
| 6.     | Nightingales and Bombers | Rogers                         | 4:53  |
| 7.     | Fat Nelly                | Mann, Thomas                   | 3:20  |
| 8.     | As Above, So Below       | Mann, Slade, Rogers, Pattenden | 4:18  |

| Bonusy na CD reedici v roce 1999 | Bonusy na CD reedici v roce 1999     | Bonusy na CD reedici v roce 1999 | Bonusy na CD reedici v roce 1999 |
| Pořadí                           | Název                                | Autor                            | Délka                            |
| -------------------------------- | ------------------------------------ | -------------------------------- | -------------------------------- |
| 9.                               | Quit Your Low Down Ways              | Dylan                            | 3:25                             |
| 10.                              | Spirit in the Night (single version) | Springsteen                      | 3:17                             |

## Sestava
- Manfred Mann – varhany, syntezátory
- Mick Rogers – kytara, zpěv
- Chris Slade – bicí, perkuse
- Colin Pattenden – baskytara

### sborový zpěv
- Ruby James – doprovodný zpěv
- Doreen Chanter – doprovodný zpěv
- Martha Smith – doprovodný zpěv

### smyčce
- David Millman – viola
- Chris Warren-Green – housle
- Nigel Warren-Green – violoncello
- Graham Elliott – violoncello
- David Boswell-Brown – violoncello